# Pteropus pselaphon
Pteropus pselaphon е вид бозайник от семейство Плодоядни прилепи (Pteropodidae). Видът е критично застрашен от изчезване.

## Разпространение
Разпространен е в Япония (Бонински острови и Кадзан).